# Lac-Frontière
Pour les articles homonymes, voir Frontière (homonymie).
Lac-Frontière  est une municipalité dans la municipalité régionale de comté de Montmagny au Québec (Canada), située dans la région administrative de Chaudière-Appalaches.
Lac-Frontière est un petit village d'environ 175 habitants, développé surtout à partir de 1915 lorsque la scierie de BC Howard obtient le prolongement du chemin de fer Quebec Central. Anciennement, le village a porté le nom de Lac-des-Anglais, puis de St-Léonidas-du-Lac-de-la-Frontière qui a été transformé en Lac-Frontière. C'était anciennement un village qui a compté près de 3 000 habitants. Ce village est devenu moins prospère avec la fermeture du moulin BC Howard et à la suite de nombreux feux ravageant des bâtiments du village. À partir de 1925, Lac-Frontière connait quelques années d'intenses activités lorsqu'Édouard Lacroix en fait sa source d'approvisionnement pour les immenses chantiers forestiers qu'il développe dans le nord du Maine où il construit un chemin de fer en plein cœur de la forêt.

## Toponymie
La localité se fit connaître au départ sous le nom de Lac des Anglais dû à la présence de plusieurs anglophones à proximité, tant des américains que des britanniques qui traçaient la frontière canado-américaine. Le nom fut également traduit en anglais sous la forme d'English Lake, qui fut également popularisé par les gens de la région de Bellechasse et de Montmagny.  
La localité ainsi que le lac furent plus tard connus sous le nom de Lac de la Frontière qui se transforma peu à peu en Lac-Frontière, possiblement sous l'influence de la syntaxe anglaise qui désignait la localité sous le nom de Lake Frontier.
Quant à la desserte catholique fondée en 1921, qui fut érigée en paroisse dès 1924 a été mis sous le patronage de saint Léonidas en honneur de l'abbé Léonidas Verrault, le premier curé desservant.

## Histoire
Entre 1842 et 1849, le quartier général britannique siège au « Lac des Anglais » (connu aussi sous le nom d'English Lake) afin de délimiter la frontière canado-américaine. En 1912, c'est sous le nom de Lac-Frontière qu'est inauguré le bureau de poste. En 1915, le Chemin de fer Québec Central bâtit son terminus au Lac-Frontière. Le 27 février 1916 est constituée la municipalité de Talon-Partie-Sud-Est. En 1920, le canton de Talon où est située la municipalité est proclamé. L'église construite en pin de la Colombie-Britannique est érigée en 1919. En 1921, la mission de Saint-Léonidas est fondée, l'ouverture des registres se fait dans la même année. En 1924, la municipalité de canton de Talon-Partie-Sud-Est change de nom pour Lac-Frontière. Le 9 juin 1924 a lieu l'érection canonique de Saint-Léonidas-de-Lac-Frontière. 

### Chronologie
- 7 février 1916 : Érection de la municipalité du canton de Talon-Partie-Sud-Est.
- 26 décembre 1931 : La municipalité du canton de Talon-Partie-Sud-Est devient la municipalité de Lac Frontière.
- 15 mars 1969 : La municipalité de Lac Frontière devient la municipalité de Lac-Frontière.

## Géographie
Le village est situé sur le bord du Lac Frontière, élargissement de la Rivière Noire Nord-Ouest.

### Géographie physique
La municipalité est située à environ 60 kilomètres au sud de Montmagny et 90 kilomètres au nord-est de Saint-Georges. D'une superficie de 51,30 km2, la municipalité partage ses frontières avec l'État du Maine ainsi que les municipalités de Saint-Just-de-Bretenières à l'ouest, de Saint-Fabien-de-Panet et de Sainte-Lucie-de-Beauregard au nord ainsi que Saint Adalbert à l'est. 

#### Hydrographie
Le territoire de Lac-Frontière est drainé par la rivière Noire Nord-Ouest et ne fait donc pas partie du bassin versant du fleuve Saint-Laurent, mais bien de celui du Fleuve Saint-Jean. Plusieurs ruisseaux serpentent le territoire ici et là. Le lac Frontière qui est un élargissement de la rivière Noire Nord-Ouest est la principale étendue d'eau sur le territoire de la municipalité.

#### Flore
Lac-Frontière étant située dans la forêt mixte, on y retrouve des feuillus ainsi que des conifères. La majorité du territoire est sous couvert forestier et est dominée par l'érable à sucre, l'érable rouge, le bouleau jaune, le bouleau à papier ainsi que le peuplier faux-tremble. Parmi les conifères, nous retrouvons le sapin baumier, l'épinette noire, le thuya occidental, le mélèze laricin et le pin blanc d'Amérique.

#### Faune
La municipalité abrite de nombreux mammifères communs du Québec sur son territoire comme l'orignal, le cerf de Virginie, le castor, la marmotte commune, l'écureuil roux et le tamia rayé. Dans les ruisseaux, nous retrouvons principalement de l'omble de fontaine (truite mouchetée), de la barbotte brune et de la carpe commune. Du maskinongé a été introduit dans le lac Frontière dans les années 1970 et peut être tant dans le lac que dans la rivière Noire Nord-Ouest et certains de ces affluents.

### Géographie humaine

#### Transport
Le seul moyen de se déplacer sur de longues distances est l'automobile. Bien que le chemin de fer ait été important pour le développement de la municipalité, plus aucun train n'y passe depuis quelques années et la gare n'existe malheureusement plus. La gare la plus proche est située à Montmagny, soit à 60 kilomètres plus au nord, l'aéroport le plus près est lui aussi à Montmagny. La rue des Douanes servaient anciennement de lien avec le Maine, mais le pont sur la rivière Noire Nord-Ouest a été démantelé quelques années après la fermeture des douanes.

#### Morphologie urbaine
La municipalité de Lac-Frontière s'est développée autour d'un seul noyau urbain qui est situé à proximité de la frontière canado-américaine. Aujourd'hui, il ne s'agit que d'une partie de ce qu'était anciennement Lac-Frontière. Plusieurs rues n'existent d'ailleurs plus et sont disparues à la suite d'incendies.
La municipalité compte aussi un lieu-dit, La Prusse, qui est située sur la route 204 qui était anciennement le rang de La Prusse, à l'ouest du village.
Un seul secteur industriel est présent sur la municipalité et il s'agit d'une ancienne scierie à l'ouest du village.

## Démographie
| 1941 | 1951 | 1961 | 1966 | 1971 | 1976 | 1981 | 1986 |
| ---- | ---- | ---- | ---- | ---- | ---- | ---- | ---- |
| 414  | 420  | 489  | 362  | 283  | 250  | 216  | 199  |

| 1991 | 1996 | 2001 | 2006 | 2011 | 2016 | 2021 | - |
| ---- | ---- | ---- | ---- | ---- | ---- | ---- | - |
| 174  | 174  | 163  | 197  | 198  | 184  | 175  | - |

## Administration
Les élections municipales se font en bloc pour le maire et les six conseillers.
| Lac-Frontière Maires depuis 2001                                                                                     |                              |         |          |
| Élection | Maire                        | Qualité | Résultat |
| 2001 | Jeanne-Mance Dusablon-Bolduc |         | Voir     |
| 2005 | Françoise Auclair            |         | Voir     |
| n/d | Léon Laverdière              |         | Voir     |
| 2009 | Léon Laverdière              | Voir    |          |
| n/d | Guy Garant                   |         | Voir     |
| 2013 | Guy Garant                   | Voir    |          |
| 2017 | Alain Robert                 |         | Voir     |
| 2021 | Alain Robert                 | Voir    |          |
| Élection partielle en italique Depuis 2005, les élections sont simultanées dans toutes les municipalités québécoises |                              |         |          |

## Éducation
L'école est fermée depuis plusieurs années. Ainsi, dépendamment du secteur de la municipalité qu'ils habitent, les élèves fréquentent l'école à Sainte-Lucie-de-Beauregard ou bien l'école Chanoine-Ferland à Saint-Fabien-de-Panet ou encore l'école à Saint-Just-de-Bretenières. Quant aux étudiants, pour suivre les cours de la première à la cinquième année du secondaire, ils doivent se rendre à Saint-Paul-de-Montminy.

## Santé
La municipalité ne dispose d'aucun service de santé. Le CLSC le plus proche est situé dans le village voisin de Saint-Fabien-de-Panet alors que l'hôpital la plus proche est l'Hôtel-Dieu de Montmagny.

## Autres services publics
La municipalité de Lac-Frontière entretient un réseau d'aqueduc dans le périmètre urbain. Bien qu'anciennement, une brigade de pompiers volontaires existait, comme en témoigne la vieille caserne sur la rue du Lac Nord, la municipalité est desservie par les pompiers de la municipalité voisine de Sainte-Lucie-de-Beauregard en première intervention alors que les pompiers de Saint-Just-de-Bretenières peuvent aussi intervenir en entraide tout comme la brigade de Saint-Fabien-de-Panet.

### Parcs et sports
La municipalité possède un parc dans le village, voisin de l'église, qui permet la pratique de quelques sports comme le hockey sur glace et le baseball. Il est aussi possible de pratiquer le vélo de montagne dans le Parc régional des Appalaches dans le secteur de la montagne du Lac.

### Religion

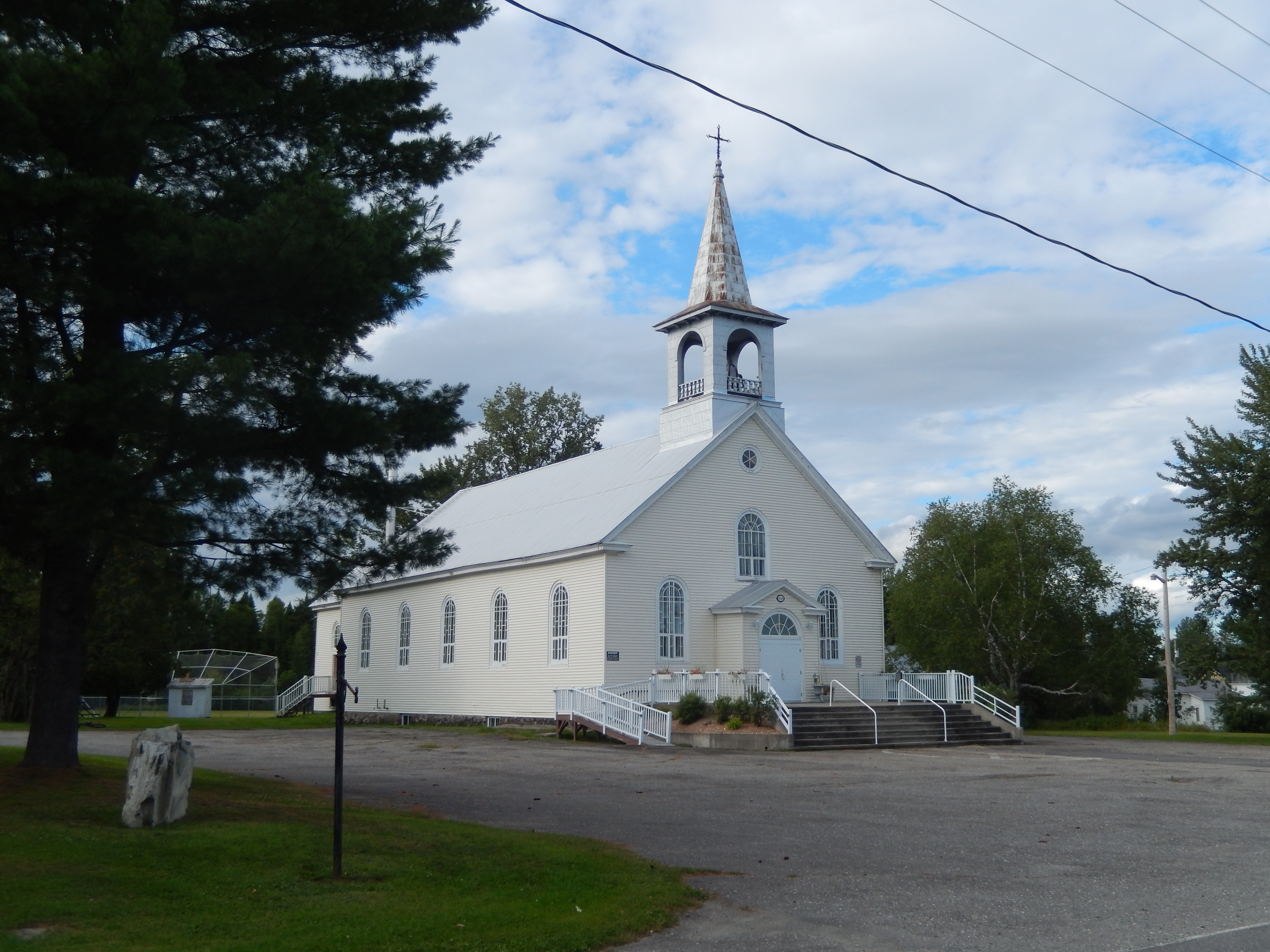
L'Église Saint-Léonidas au centre du village.

La municipalité possède une église catholique située sur la rue de l'Église au centre du village, construite en 1919. Elle a su résister aux nombreux incendies. Son intérieur, fait entièrement en pin rouge de Colombie lui donne un cachet unique.

## Personnalités liées
- Édouard Lacroix, entrepreneur forestier.